# حماده صدقی
حماده صدقی (عربی: حمادة صدقي؛ زادهٔ ۲۵ اوت ۱۹۶۱) بازیکن سابق و مربی فوتبال اهل مصر است.
از باشگاه‌هایی که در آن بازی کرده‌است می‌توان به باشگاه ورزشی الاهلی مصر و باشگاه فوتبال سموحه اشاره کرد.
وی همچنین در تیم ملی فوتبال مصر بازی کرده‌است.